# Vuelo 11 de Continental Airlines
El Vuelo 11 de Continental Airlines, matrícula N70775, era un avión Boeing 707 que explotó en las cercanías de Centerville, Iowa, mientras se dirigía desde el Aeropuerto O'Hare, Chicago, Illinois, al Aeropuerto Urbano Charles B. Wheeler, Kansas City, Misuri, el 22 de mayo de 1962. El avión se estrelló en un campo de tréboles cerca de Unionville, en el condado de Putnam, Misuri, matando a los 45 tripulantes y pasajeros a bordo. La investigación determinó que la causa del accidente fue un atentado suicida para engañar a su aseguradora.

## Accidente

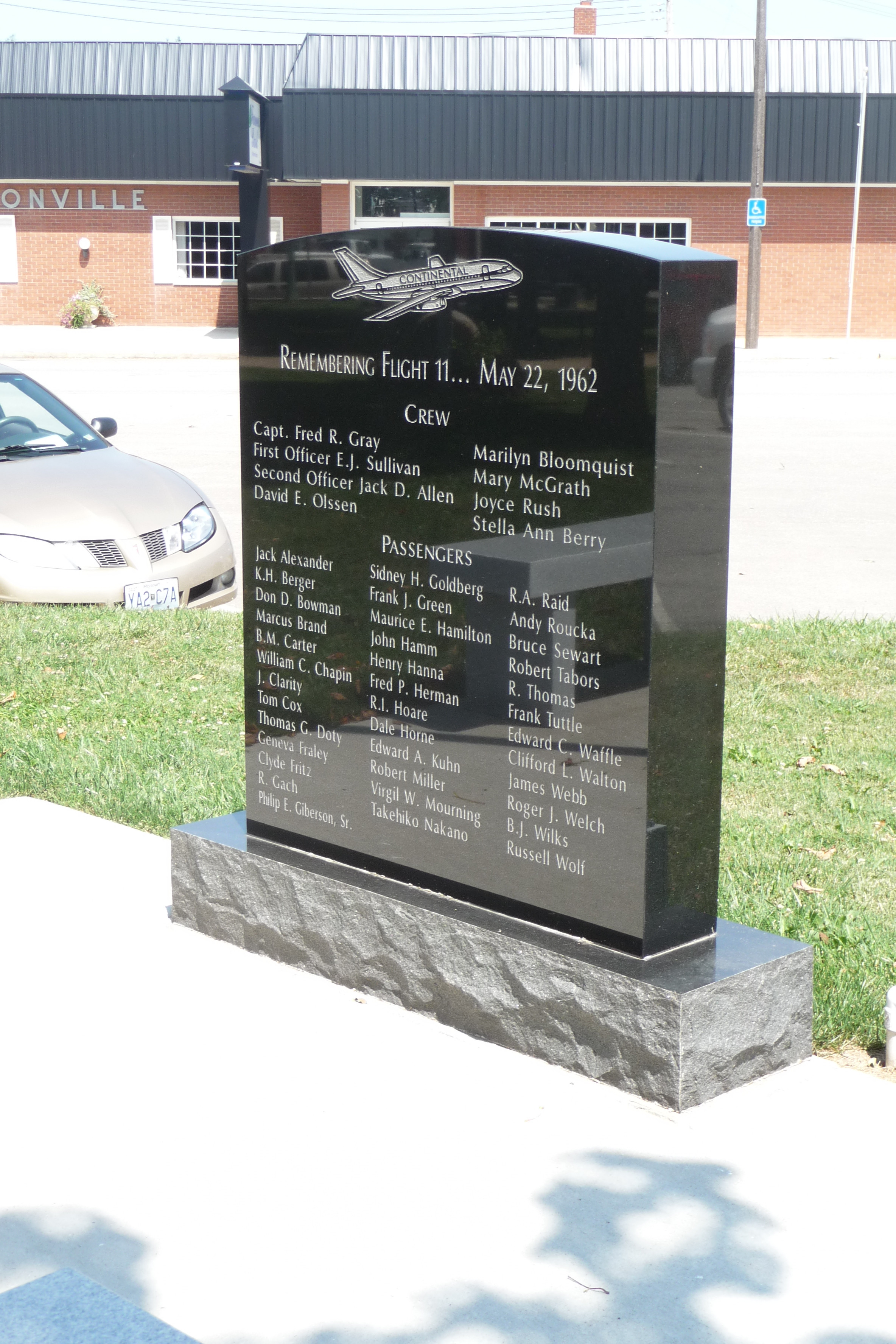
Monumento conmemorativo del vuelo 11 de Continental Airlines erigido en Unionville, Misuri

Thomas G. Doty llegó a la puerta después de que se hubieran cerrado las puertas. Aunque la política de la aerolínea es que una vez que se cierran las puertas, no se deben volver a abrir, se volvieron a abrir las puertas y se le permitió abordar a Doty.
El Vuelo 11 partió de O'Hare a las 8:35 p. m. El vuelo fue de rutina hasta justo antes del río Misisipi cuando se desvió de su plan de vuelo presentado hacia el norte para evitar una línea de tormentas eléctricas. En las cercanías de Centerville, Iowa, la imagen de radar del avión desapareció del alcance del Servicio de Seguimiento de Vuelo de Waverly, Iowa. Aproximadamente a las 9:17 p. m. se produjo una explosión en el baño trasero derecho, lo que provocó la separación de la sección de cola del fuselaje. La tripulación de vuelo inició los procedimientos de descenso de emergencia requeridos y se puso sus máscaras de humo debido a la densa niebla que se formó en la cabina inmediatamente después de la descompresión. En una separación de la cola, la estructura restante de la aeronave se inclinó violentamente hacia abajo, provocando que los motores se partieran, después de lo cual cayó en giros incontrolados. El fuselaje del Boeing 707, menos los 38 pies de popa, y con parte del ala izquierda y la mayor parte del ala derecha intactas, golpeó el suelo y se dirigió hacia el oeste por una pendiente de 10 grados de un campo de alfalfa.
Testigos en Cincinnati, Iowa y Unionville y sus alrededores informaron haber escuchado ruidos fuertes e inusuales alrededor de las 9:20 p. m., y dos más vieron un gran destello o bola de fuego en el cielo. Un bombardero B-47 Stratojet que volaba desde la Base de la Fuerza Aérea Forbes en Topeka, Kansas , volaba a una altitud de 26.500 pies en las cercanías de Kirksville, Misuri. El comandante de la aeronave vio un destello brillante en el cielo por delante y por encima de la posición de su aeronave. Después de consultar sus registros de navegación, estimó que el destello ocurrió a las 9:22 p. m. cerca del lugar donde se había visto el último objetivo de radar del vuelo 11. La mayor parte del fuselaje se encontró cerca de Unionville, pero los motores y partes de la sección de cola y el ala izquierda se encontraron hasta seis millas de distancia de los restos principales.
De las 45 personas a bordo, 44 estaban muertas cuando los rescatistas llegaron al lugar del accidente. Un pasajero, un hombre de 27 años de Evanston, Illinois, estaba vivo cuando los rescatistas lo encontraron entre los escombros, pero murió de heridas internas en el Hospital Saint Joseph Mercy en Centerville, Iowa, una hora y media después de ser rescatado.

## Investigación
Los agentes del FBI descubrieron que Doty, un hombre casado con una hija de cinco años, había comprado una póliza de seguro de vida de Mutual of Omaha por $150,000, el máximo disponible; su muerte también traería otros $ 150,000 en seguros adicionales (algunos comprados en el aeropuerto) y beneficios por muerte. Doty había sido arrestado recientemente por robo a mano armada y pronto enfrentaría una audiencia preliminar sobre el asunto. Los investigadores determinaron que Doty había comprado seis cartuchos de dinamita por 29 centavos cada uno poco antes del accidente y pudieron deducir que se había colocado una bomba en el cesto de toallas usadas del baño trasero derecho. Doty fue al baño con su maletín y se hizo estallar, matándose a sí mismo y a todos los que estaban a bordo. Su motivo era que su esposa e hija pudieran cobrar los $300,000 del seguro de vida. Su viuda intentó cobrar el seguro, pero, cuando la muerte de Doty se consideró un suicidio, la póliza se anuló y la viuda solo pudo obtener un reembolso de tres dólares. Sin hablar públicamente sobre el atentado, murió en 2008 a la edad de 81 años.
En julio de 2010, se erigió un monumento cerca del lugar del accidente en Unionville, Misuri, en el aniversario del accidente.
En mayo de 2012 se llevó a cabo un servicio conmemorativo especial del 50 aniversario en Unionville.

## Filmografía
• El vuelo 11 está dramatizado en la serie Aircrash Confidential.
• El evento inspiró parcialmente la novela Aeropuerto de Arthur Hailey.